# Zebra (informatique)
Pour les articles homonymes, voir Zebra.
Zebra Programming Language (ZPL et ZPL II) est un langage descriptif d'étiquettes créé par la société Zebra Technologies. Le langage ZPL a été amélioré en ZPL II. Le langage ZPL II est implémenté ou émulé par de nombreux systèmes de différentes sociétés éditant des étiquettes. Il dérive du langage Eltron (EPL) qui l'a précédé.

## Syntaxe
Les commandes ZPL commencent par le caractère accent circonflexe (^).
Il existe plus de 170 commandes en ZPL II.
Une étiquette commence par ^XA et se termine avec ^XZ. Par exemple, une police de caractères est configurée par la commande ^ADN,n,m où m et n sont des paramètres définissant la taille des caractères.

## Exemple
Une sortie simple, l'affichage du texte "Wikipedia" peut être réalisé sur une imprimante compatible ZPL en utilisant le code ci-dessous :
```
^XA^LH 100,100
^FO20,10^ADN,20,40^FDWikipedia^FS
^LH0,0
^XZ

```

## Source de la traduction
- (en) Cet article est partiellement ou en totalité issu de l’article de Wikipédia en anglais intitulé « Zebra (programming language) » (voir la liste des auteurs).